# Heterodactyla hemprichi
Heterodactyla hemprichi är en havsanemonart som beskrevs av Ehrenberg 1834. Heterodactyla hemprichi ingår i släktet Heterodactyla och familjen Thalassianthidae. Inga underarter finns listade i Catalogue of Life.